# Żurawlów
Żurawlów (prononciation [ʐuˈravluf]) est un village de la gmina de Grabowiec, du powiat de Zamość, dans la voïvodie de Lublin, situé dans l'est de la Pologne.
Il se situe à environ 20 kilomètres au nord-est de Zamość (siège du powiat) et 80 kilomètres au sud-est de Lublin (capitale de la voïvodie).

## Administration
De 1975 à 1998, le village est attaché administrativement à l'ancienne voïvodie de Zamość.

Depuis 1999, il fait partie de la nouvelle voïvodie de Lublin.

## Protestation
Au cours de l'été 2013, des manifestants "Chevron Occupy" ont occupé le champ près de Żurawlów où Chevron Corporation prévoit de forer un puits d'exploration pour le gaz de schiste.